# .ac
.ac — в Інтернеті національний домен верхнього рівня (ccTLD) для острова Вознесіння.

## Домени 2-го та 3-го рівнів
У цьому національному домені є близько 1 290 000 вебсторінок (станом на січень 2009 року).
У наш час використовуються та приймають реєстрації доменів 3-го рівня такі доменні суфікси (відповідно, є такі домени 2-го рівня):
| Суфікс  | Регламентовані користувачі          |
| ------- | ----------------------------------- |
| .org.ac | Неприбуткові, неурядові організації |
| .gov.ac | Державні та урядові установи        |